# سوراژ
شهر سوراژ (به روسی: Сураж) در کشور روسیه و در اوبلاست بریانسک واقع شده‌است.